# Brod (općina Příbram)
Brod je naselje u općini i okrugu Příbram, Središnja Češka. Mjestom protječe potok prozvan Jerusalémský potok, i prolazi Državna cesta I/66. Prema popisu stanovništva iz 2001. godine, u mjestu živi 95 stanovnika u 46 kuća.
Ukupna površina katastarske općine Brod iznosi 2,33 km². Poštanski broj naselja glasi 262 01.

## Vanjske poveznice
- (češ.) (engl.) (njem.) Službene stranice grada i općine Příbram

### Ostali projekti
|  | Zajednički poslužitelj ima još gradiva o temi Brod (općina Příbram) |